# Peugeot 308
Peugeot 308 este o mașină mică de familie fabricată de producătorul francez de automobile Peugeot. A fost dezvăluit în iunie 2007 și lansat în septembrie 2007. 308 a înlocuit modelul 307 și este poziționat sub 508 și deasupra 208.
308 este urmat de un coupé cabriolet (308 CC) în 2009, un break (308 SW) în martie 2008 și o versiune sedan (408) în China în 2012.
Prima generație s-a bazat în mare parte pe predecesorul său, 307, și a folosit versiuni modificate ale sistemului de propulsie și ale șasiului acelei mașini. Modelul de a doua generație a fost dezvăluit în 2013 și a fost premiat ca Mașina Anului în Europa 2014. Modelul de a treia generație a fost dezvăluit în 2021 și a introdus un grup motopropulsor hibrid.

## Prima generație (T7; 2007)

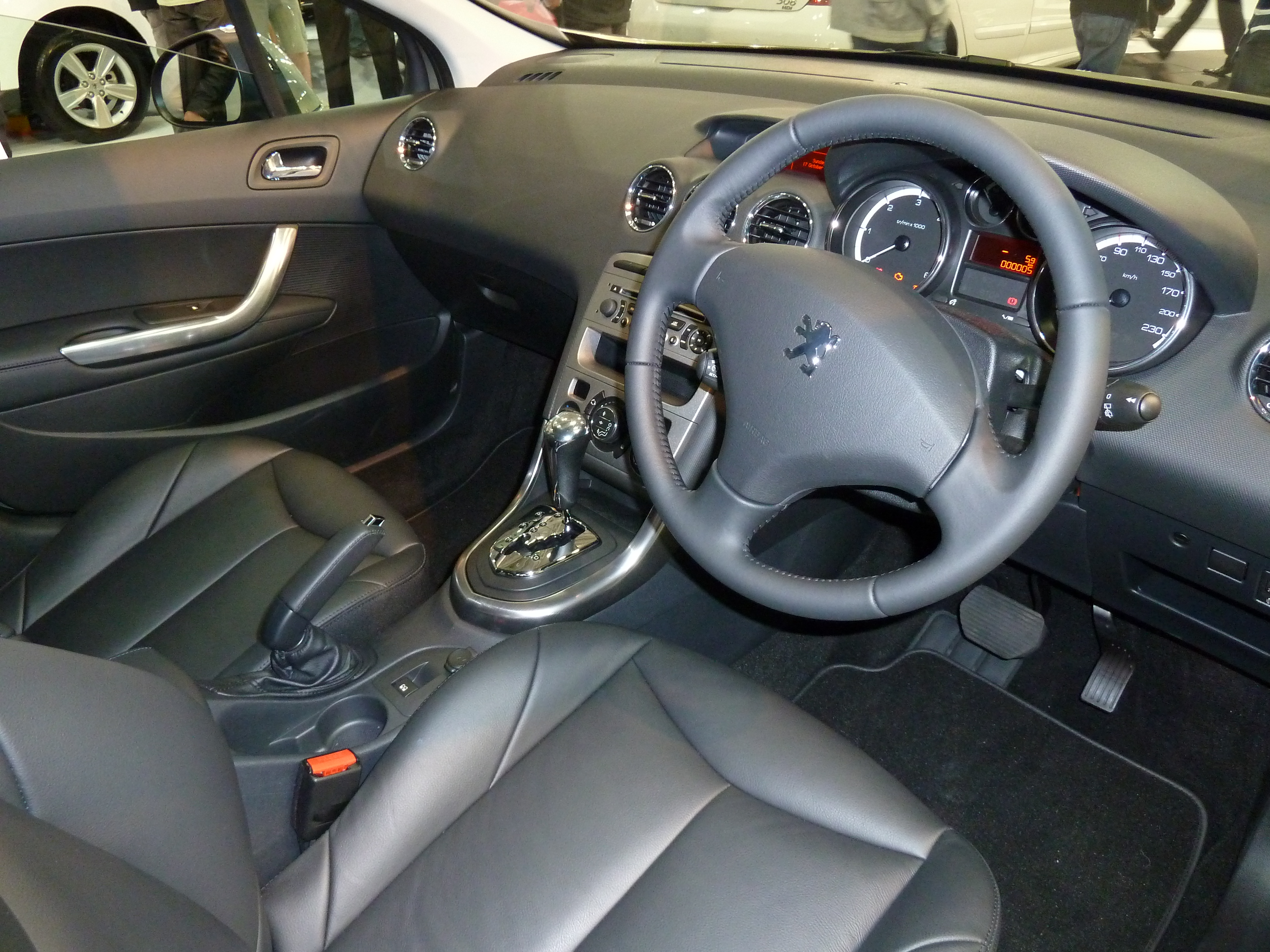
Interior

Lansat ca înlocuitorul pentru Peugeot 307 pe majoritatea piețelor internaționale, noul vehicul a fost bazat pe șasiul vechiului 307, dar are o caroserie nouă și este puțin mai lung și mai lat. Dezvoltat sub codul de proiect "Project T7", coeficient său aerodinamic este de 0,29 și are un rating de cinci stele la Euro NCAP. În urma facelift-ului din martie 2011, coeficientul aerodinamic a fost redus la 0,28.
308 HDi deține recordul mondial Guinness pentru cea mai eficientă mașină de consum aflată în producție, cu o medie de 3,13 litri la 100 de kilometri pe o distanță de 14.580 km, dar Peugeot a încălcat regulile britanice de publicitate susținând într-o reclamă că a obținut 2,24 L/100 km.
308 este produs în Franța la fabricile din Mulhouse și Sochaux. De asemenea, din 2010 este fabricat și în Kaluga, Rusia, pentru piața locală, iar din 2012 și în El Palomar, Argentina, pentru piața sud-americană. 308 rămâne în producție pentru mai multe țări, în special pentru cele care preferă caroseriile de tip sedan, precum China.
Mașina a atras critici minore pe piețele cu volanul pe dreapta, deoarece mecanismul ștergătoarelor de parbriz a rămas neschimbat față de designul vehiculelor cu volan pe stânga, ceea ce înseamnă că o zonă mare neștearsă era prezentă în partea de sus a parbrizului pe partea șoferului, dar era absentă pe partea pasagerului, deoarece ștergătorul șoferului era mai scurt, iar ștergătorul pasagerului „urca” primul.
|                           |
| Peugeot 308 (cu trei uși) |

|                            |
| Peugeot 308 (cu cinci uși) |

|                                           |
| Peugeot 308 SW (308 Touring în Australia) |

|                |
| Peugeot 308 CC |

### Primul facelift
Un facelift pentru 308 a fost lansat la Salonul Auto de la Geneva 2011, care a afectat întreaga gamă (în afară de RCZ).

### Al doilea facelift
Deoarece platforma EMP2 nu este exportată în America de Sud, prima generație 308 este încă comercializată acolo și primește un al doilea restyling în 2015. Bara față este inspirată de a doua generație 308 (lumini față reduse, sigla Peugeot și text, farurile de ceață, capota este mai puțin conturată, și multe altele).
Interiorul suferă câteva modificări pentru a găzdui unele elemente de pe a doua generație de 308. Acum există un ecran tactil perfect integrat în consola centrală, în locul vechiului CD/MP3 și buzunarelor goale.

### Caroserii

#### Hatchback
308 se vinde cu 5 și 3 uși (limitat la anumite piete). În 2010, Peugeot anunță revenirea versiunii GTI (sau GT în UK), cu un motor turbocharged 1.6 cu 203 CP.

#### SW (Break)
Peugeot 308 SW Prologue - conceptul versiunii Break - a fost prezentat la 2007 Frankfurt Motor Show. Versiunea de producție a fost prezentată la 78th International Geneva Motor Show în martie 2008.

#### CC (Cabriolet)
308 CC înlocuiește 307 CC în vara 2009. Acoperișul capotează/decapotează în 20 secunde. Cu acoperișul capotat, capacitatea portbagajului este de 465 litri dar se reduce la 266 cu acoperișul decapotat.

#### 308 Sedan (China)
Peugeot prezintă în septembrie 2011 pentru piața chineză versiunea 308 Sedan. Versiunea produsă de Dongfeng e bazat pe 308 facelift (prezentat ceva mai jos), dar diferă cu o grilă față largă și mult crom, însă interiorul este identic. Portbagajul are 502 litri. 308 Sedan se alătură lui 408, caracterizat de un preț mare.

#### RCZ (Coupe)
Peugeot 308 RCZ - conceptul versiunii RCZ (Coupe) - este prezentat la Frankfurt în 2007 - este cu 18 mm mai scund decât 308 -. Versiunea de producție e prezentată la Frankfurt, dar în 2009.

### Motorizări

#### Benzină
- 1.4 VTI 98 CP Benzina, Manuală, 136 Nm
- 1.6 VTI 120 CP, Benzina, Manuală, 160 Nm
- 1.6 VTI 120 CP BVA, Benzina, Automată, 160 Nm
- 1.6 THP 156 CP,	Benzina, Manuală, 240 Nm

#### Diesel
- 1.6 HDI 90 CP, Diesel, Manuală (norma de poluare euro 4 - fara filtru de particule)
- 1.6 HDI 92 CP, Diesel, Manuală, 230 Nm - varianta facelift
- 1.6 HDI 110 CP, Diesel, Manuală
- 1.6 e-HDI FAP STT 112 CP, Diesel, Manuală, 285 Nm  - varianta facelift
- 2.0 HDI FAP 150 CP, Diesel, Manuală, 340 Nm

### Vânzări[10]
| An   | Vânzări |
| ---- | ------- |
| 2007 | 82,500  |
| 2008 | 290,100 |
| 2009 | 252,100 |

## A doua generație (T9; 2013)
A doua generație de 308 a fost dezvăluită pe 13 mai 2013, cu un stil actualizat similar cu cel de pe 508 și 208. Peugeot și-a schimbat sistemul de numerotare, unde acum este fixă ultima cifră: 8 pentru gama mainstream și 1 pentru modelele destinate țărilor emergente, cum ar fi Peugeot 301. Este construit pe platforma PSA EMP2, comună cu Citroën C4 Picasso, ceea ce duce la o scădere în greutate de 140 kg comparativ cu generația anterioară.
Modificările au inclus lumini de zi/DRL în partea de jos, iar luminile intermitente (indicatorul de direcție) se află pe lumina de zi, anunțând pietonul sau un alt utilizator al drumului în ce direcție se va mișca vehiculul.

### Galerie foto
|                          |
| Hatchback (pre-facelift) |

|                   |
| SW (pre-facelift) |

|          |
| Interior |

|                      |
| Hatchback (facelift) |

|                      |
| Hatchback (facelift) |

|       |
| Sedan |

|               |
| SW (facelift) |

|                                |
| Peugeot 308 GTi (pre-facelift) |

|                                |
| Peugeot 308 GTi (pre-facelift) |

|                            |
| Peugeot 308 GTi (facelift) |

|                            |
| Peugeot 308 GTi (facelift) |

## A treia generație (P5; 2021)
A treia generație de 308 a fost dezvăluită pe 18 martie 2021 și lansată în mai 2021. Vehiculul se bazează pe cea de-a treia generație a platformei EMP2, care a făcut ca ampatamentul să crească cu 55 mm, platformă care este utilizată și de-a doua generație de DS 4, precum și cu a șasea generație de Opel Astra. Peugeot a redus, de asemenea, înălțimea cu 20 mm pentru a crea o siluetă mai elegantă și pentru a obține un coeficient aerodinamic de 0,28. Este, de asemenea, primul vehicul care poartă noul logo Peugeot. A intrat în producție pe 29 septembrie 2021 și a fost disponibil pentru comercializare din aceeași zi.
Toate variantele celei de-a treia generații ale modelului 308 sunt echipate cu faruri LED completate de lumini de zi cu LED-uri verticale. Aceste faruri dispun de tehnologia Peugeot Matrix LED pe variantele GT și GT Premium. Este, de asemenea, echipat cu pachetul Drive Assist care adaugă controlul adaptiv al vitezei cu funcție Stop and Go, asistență pentru menținerea benzii de rulare, schimbarea semi-automată a benzii, recomandarea de viteză anticipată și adaptarea vitezei în curbe. Alte caracteristici oferite standard sau opționale includ monitorizarea unghiului mort pe rază lungă de acțiune, asistență la parcare cu vedere de 360 de grade cu patru camere, parbriz și volan încălzit și o funcție de apel de urgență numită E-call+.
Este oferit și ca hibrid reîncărcabil care produce 178 CP. Varianta de 222 CP, preluată de pe Peugeot 508 și Peugeot 3008, va fi disponibilă pe versiunea GT.
Versiunea break a fost lansată în iunie 2021. O versiune crossover a fost dezvăluită în iunie 2022 sub numele de 408.
O versiune electrică cu baterie numită e-308 va fi lansată în iulie 2023.

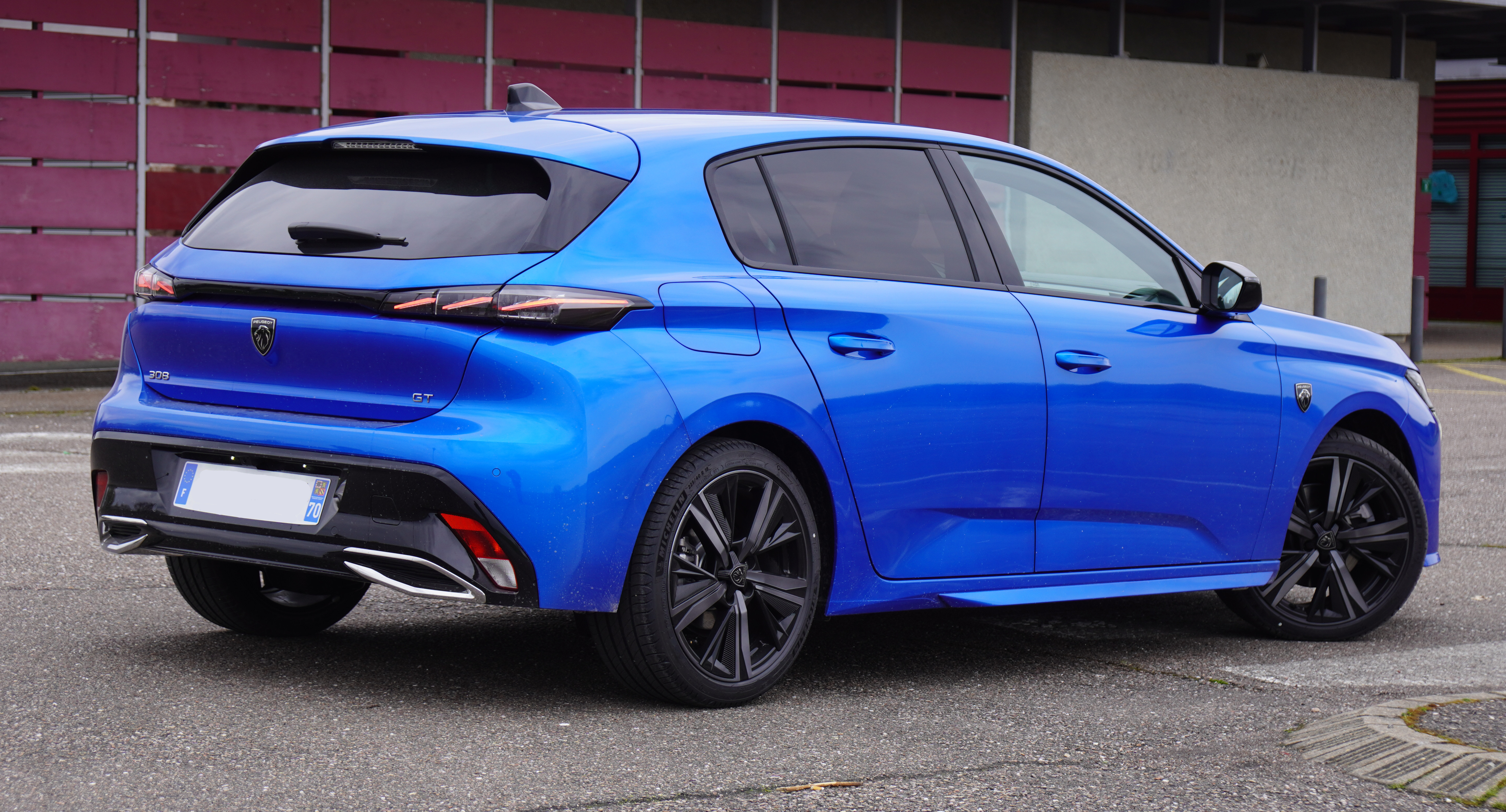
Hatchback
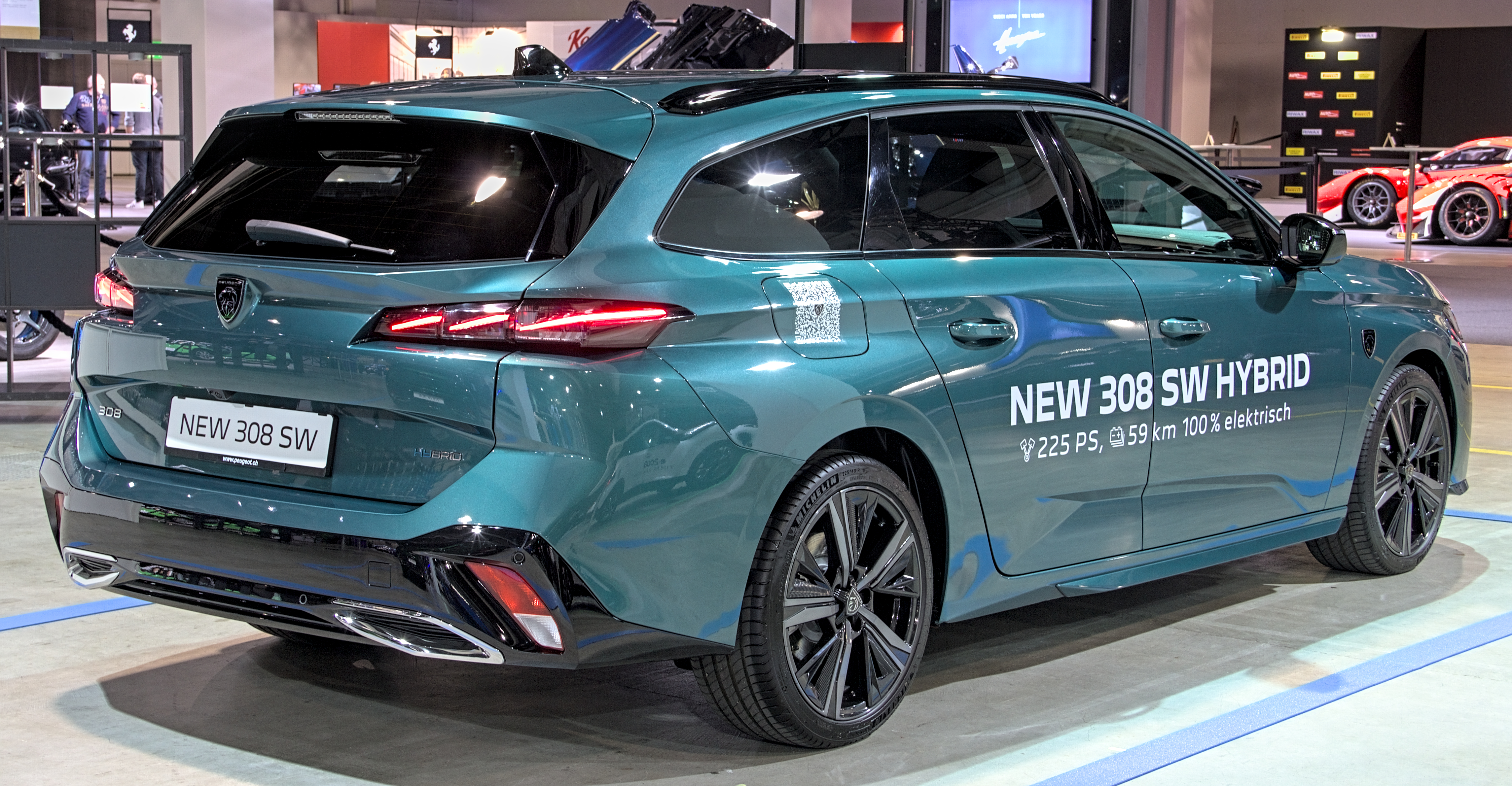
SW
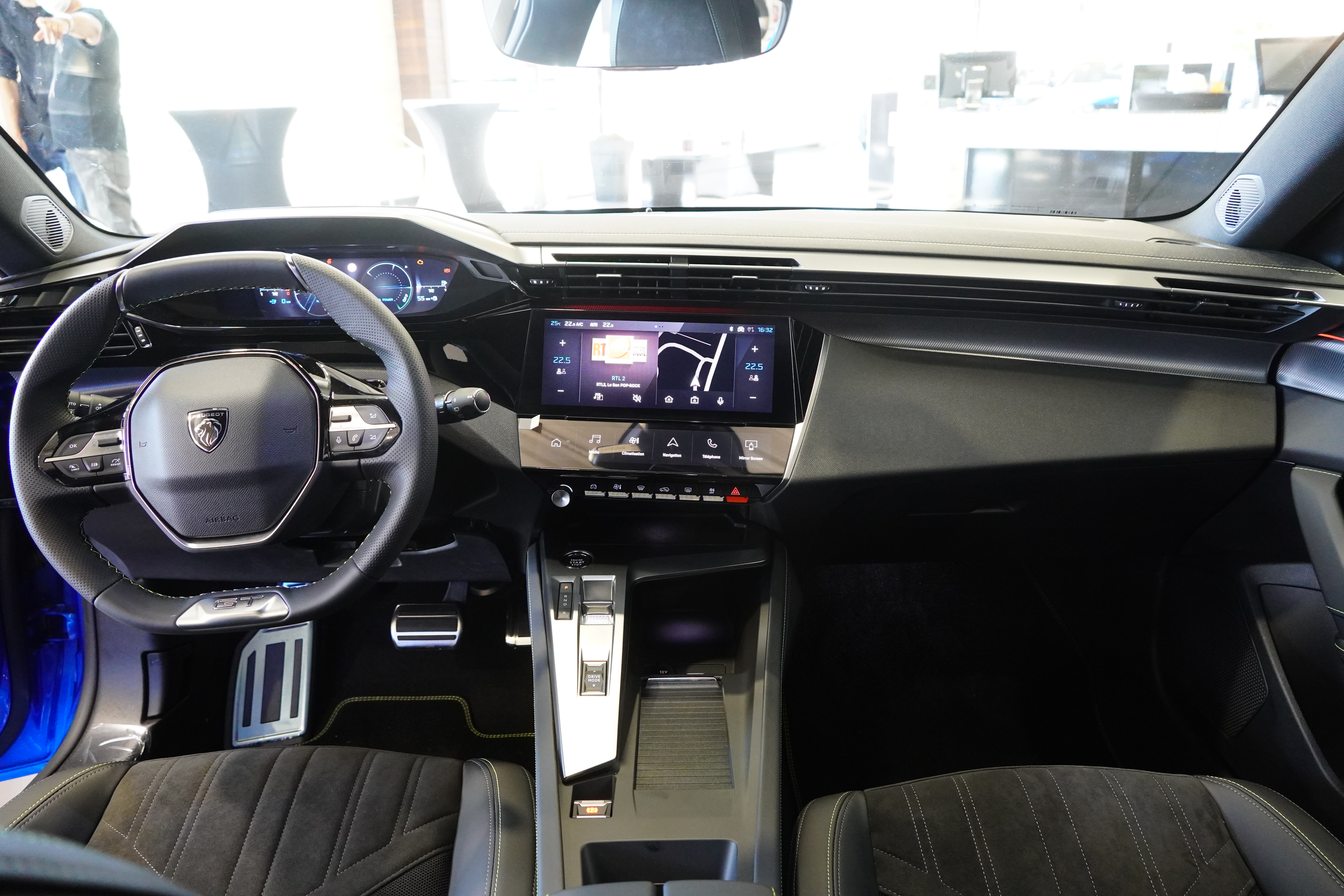
Interior